# Folkets befrielsearmés flotta
Folkets befrielsearmés flotta är det kinesiska Folkets befrielsearmés marina försvarsgren som grundades i den nya Folkrepubliken Kina år 1950.

## Historia
Den första flottbasen i landsdelen Dalian anlades i mars 1950 med stor assistans av Sovjetunionen. Sovjetunionen kom också att ge mycket i materielväg som fartyg till Kina de första åren då samarbetet mellan de båda kommunistländerna var gott.
1955 hade tre olika flottor bildats, Norra flottan, Östra flottan och Södra flottan. Även det marina flyget hade nu startats upp. 
Under det så kallade stora språnget fick den nybildade flottan utvecklas vidare näst intill ostört och åren efter så satsade man stora summor på nya fartyg och materiel. Även under kulturrevolutionen i slutet av 1960-talet skonades flottan från många bekymmer som resten av landet fick utstå.
Under 1970-talet och 1980-talet fick den kinesiska flottan ca 20 procent av den totala försvarsbudgeten och antalet personal och fartyg ökade kraftigt. Det var också under 1980-talet som Kinas flotta blev en regional stormakt till sjöss för första gången, mycket tack vare den nya marina kommendörchefen Liu Huaqing. Under denna tid hade man även stora framgångar med robotteknik. Bland annat utvecklade man de första ballistiska robotarna till sina ubåtar under det sena 1980-talet.
Under 1990-talet då Kinas ekonomi började blomstra gjordes återigen stora satsningar på flottan. Nya fartygs- och ubåts-klasser kom i tjänst medan de äldre fartygen av Sovjetisk typ från 1950- och 1960-talet började gå ur tjänst.
Från mitten på 00-talet så har Kina kraftigt börjat modernisera och bygga ut sin flotta. Målet är att gå från en mer kustnära flotta till en riktigt havsflotta. Man har från början på 2010-talet producerat moderna enheter som jagare, fregatter och amfibiefartyg i stor skala. 2012 tog man även sitt första hangarfartyg i bruk och 2025 planeras minst tre stycken finns i aktiv tjänst. 
Det marina flyget har även fått nya flygplan i form av Su-30 jaktflyg och JH-7 attackplan. På sina hangarfartyg finns även moderna jaktflyg i form av J-15 som är en uppdaterad version av det ryska Su-33.  

## Flottor
Folkets befrielsearmés flotta indelas i tre flottor:
- Nordsjöflottan, baserad i Gula havet och förlagd i Qingdao, Shandong-provinsen;
- Ostsjöflottan, baserad i Östkinesiska havet och förlagd i Ningbo, Zhejiang-provinsen;
- Sydsjöflottan, baserad i Sydkinesiska havet och förlagd i Zhanjiang, Guangdong-provinsen.

## Enheter
- Hangarfartyg
  - Liaoning (Sovjetisk Kuznetsov-klass köpt av Ukraina i slutet av 1990-talet)
  - Shandong
- Jagare
  - Typ 055 (3)
  - Typ 052D Luiang III-klass (17)
  - Typ 051C Luzhou-klass (2)
  - Typ 052C Lanzhou-klass (6)
  - 956 Sovremenny-klass (4)
  - Typ 052B Guangzhou-klass (2)
  - Typ 051B Luhai-klass (1)
  - Typ 052 Luhu-klass (2)
  - Typ 051 Luda-klass (~5)
- Fregatter
  - Typ 054A Jiangkai II-klass (30)
  - Typ 054 Jaingkai I-klass (2)
  - Typ 053H3 Jiangwei II-klass (10)
  - Typ 053H2G Jiangwei I-klass (4)
  - Typ 053H1G Jianghu V-klass (6)
  - Typ 053HT-H Jianghu IV-klass (1)
  - Typ 053H2 Jianghu III-klass (3)
  - Typ 053H1 Jianghu II-klass (5)
  - Typ 053H Jianghu I-klass (12)
- Ubåtar
  - Typ 094 Jin-klass (6) kärnvapenbestyckad strategisk ubåt
  - Typ 092 Xia-klass (1) kärnvapenbestyckad strategisk ubåt
  - Typ 093 Shang-klass (6) atomdriven attackubåt
  - Typ 091 Han-klass (5) atomdriven attackubåt
  - Yuan-klass (17) diesedriven attackubåt
  - Kilo-klass (12) dieseldriven attackubåt
  - Typ 039 Song-klass (~12) dieseldriven attackubåt
  - Typ 035 Ming-klass (17) dieseldriven attackubåt
  - Typ 033 Romeo-klass (~20) dieseldriven attackubåt

## Galleri

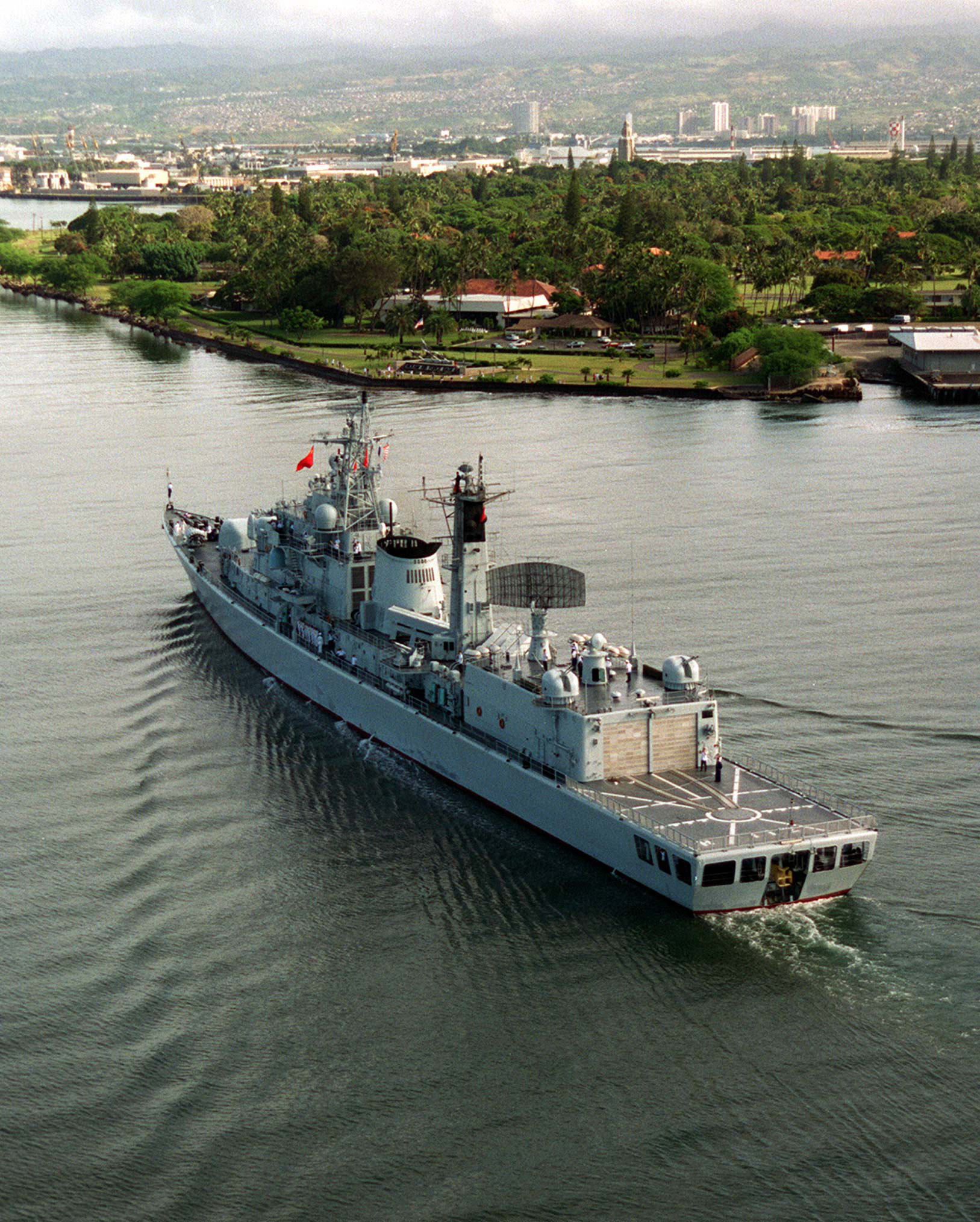
Robotjagare Harbin-klass
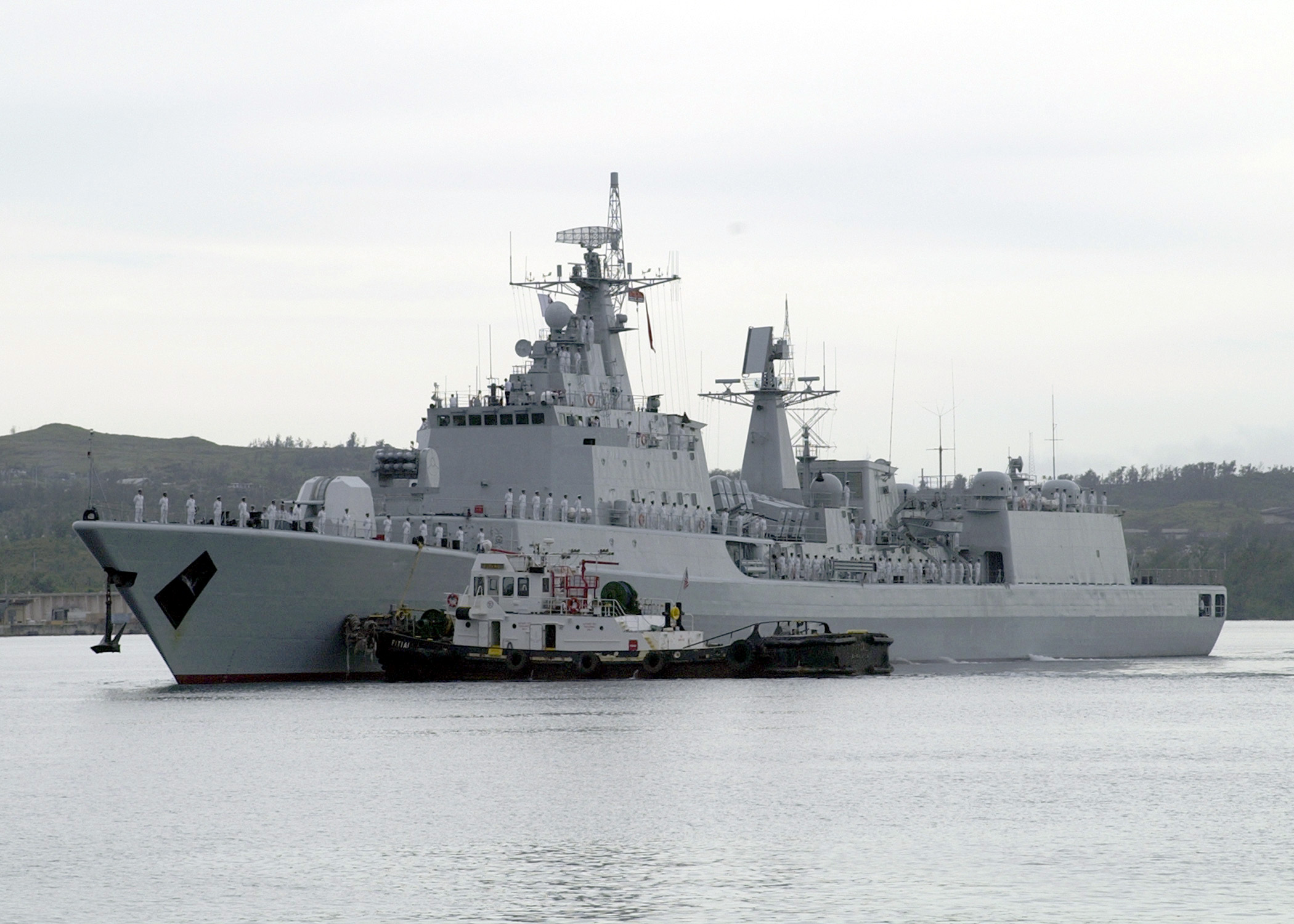
Robotjagare av Shenzhen-klass
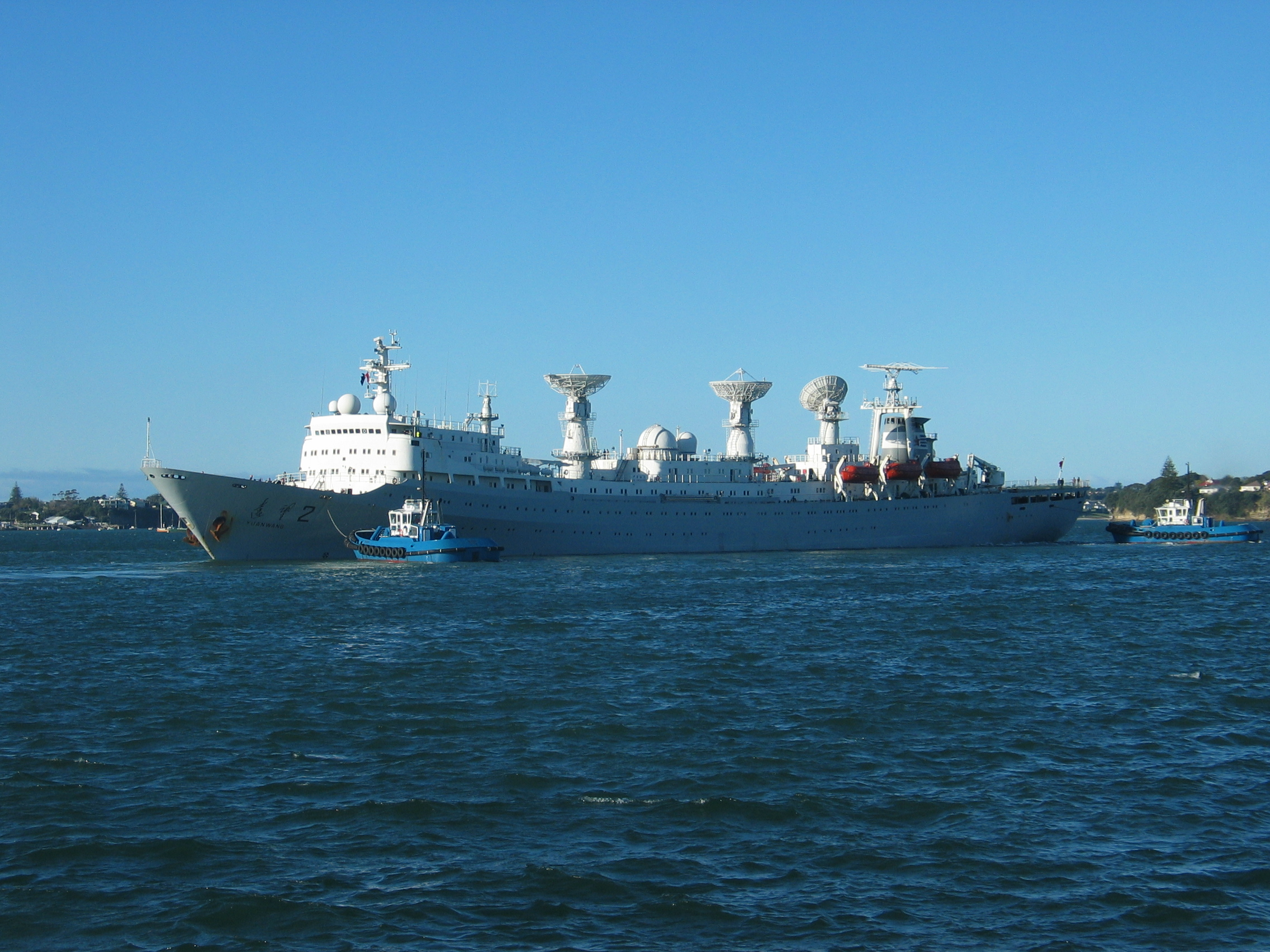
Forskning/radarfartyg YuanWang
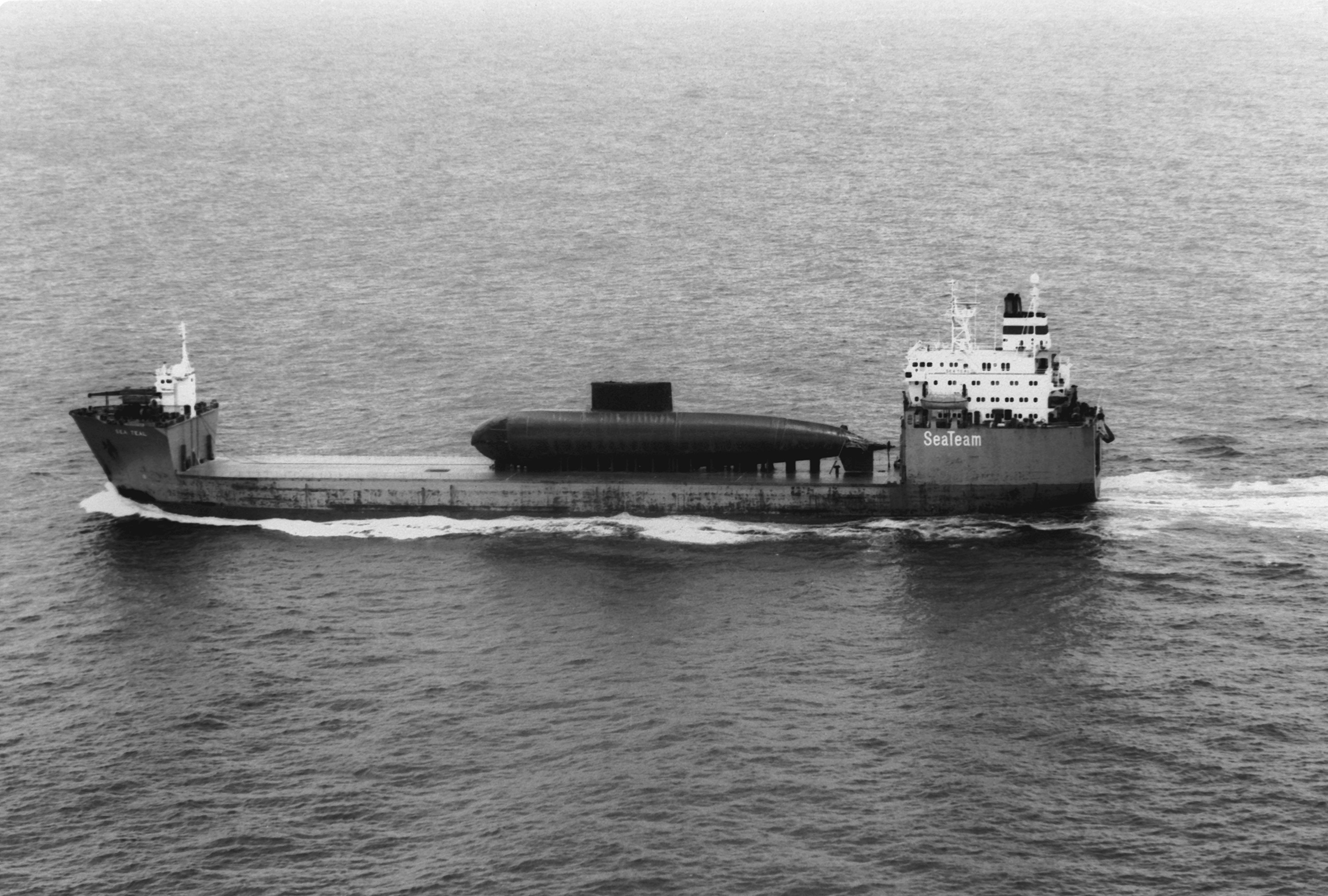
Kinesisk Ubåt av Kilo-klass under transport
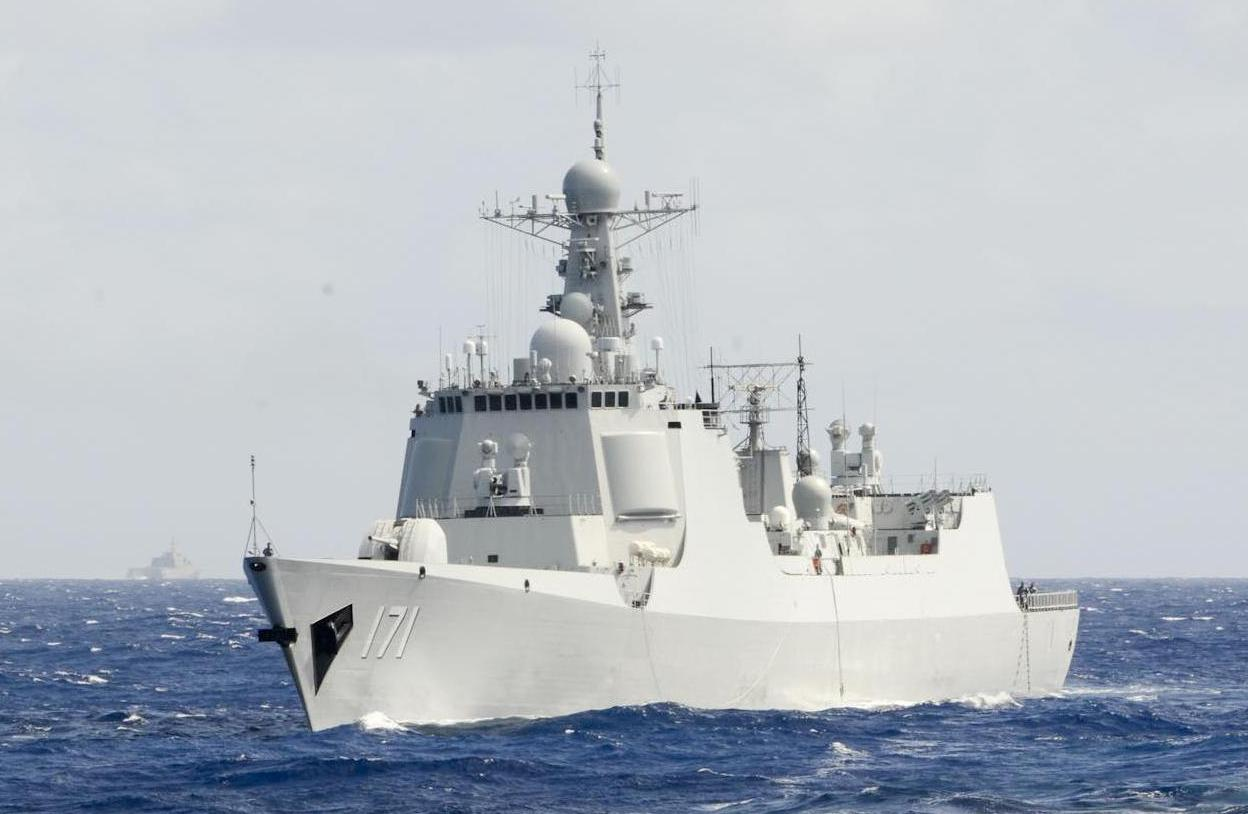
Robotjagare i Luiang II-klass